# Shungiku Uchida
Pour les articles homonymes, voir Uchida.
 (août 2012).
Shungiku Uchida (内田春菊, Uchida Shungiku), de son vrai nom Shigeko Uchida (内田 滋子, Uchida Shigeko) née le 7 août 1959 à Nagasaki, est une actrice, chanteuse, mangaka et romancière japonaise.

## Biographie
Elle abandonne ses études de philosophie pour se consacrer au manga et au cinéma. Elle apparaît dans plusieurs films et est l'auteur d'un roman intitulé Fatherfucker.

## Bandes dessinées
- Shiirakansu Brains (1984)
- Nami no Ma Ni Ma Ni (1988)
- Isshinjō no Tsugō (1988)
- Maboroshi no Futsū Shōjo (1991)
- Kedarui Yoru ni (1992)
- Monokage ni Ashibyōshi (1992)
- Watashitachi wa Hanshoku Shite (1994)
- Omae no Kaa-chan Bitch! (1994)
- La Petite Amie de Minami (2011)

## Filmographie
- Akumu Tantei 2
- Gumi. Chocolate. Pine (2007)
- Kyacchi boruya (2006)
- Kain no matsuei
- Ame no machi (2006)
- Yokubo (2006)
- Yumeno (2005)
- Tsuki to Cherry (2004)
- Koi no mon (2004)
- Mask de 41 (2004)
- 2003 : Akame 48 Waterfalls (赤目四十八瀧心中未遂, Akame shijūyataki shinjūmisui?) de Genjirō Arato
- Showa Kayo Daizenshu (2003)
- Stacy: Attack of the Schoolgirl Zombies (2001)
- Visitor Q (2001)
- 2000 : Le Visage (顔, Kao?) de Junji Sakamoto : la femme du salon de thé
- Une part manquante (2024) : la grand-mère de Lily

## Télévision
- Gakko no kaidan G (1998)
- Love Letter (1998)
- Gozonji! Fundoshi zukin (1997)
- Hotaru no yado (1997)
- Skip (1996)
- Otenki-oneesan (1996)
- Midori (1996)
- Tokiwa-so no seishun (1996)
- Muma (1994)

## Adaptation de ses œuvres au cinéma
- 1995 : The Girl of Silence (ファザーファッカー, Fazā fakkā?) de Genjirō Arato[1]